# エデンの花
『エデンの花』（エデンのはな）は、末次由紀による日本の漫画作品。2000年から2004年に、『別冊フレンド』（講談社）に連載された。単行本は講談社コミックス別フレから全12巻が発売されたが、2005年、作者の構図の盗用が問題となったことに伴い絶版・回収となった。

## 概要
幼くして両親を失くし、離れ離れに暮らしていた兄妹が再会し、家族の絆を取り戻しながら、やがて互いに惹かれあっていくラブロマンス作品。『別冊フレンド』2000年8月号から2004年4月号に連載。

### 構図盗用に伴う絶版・回収
2005年10月、この作品などに井上雄彦の漫画『SLAM DUNK』や『リアル』からの作画や構図等の盗用があったことが判明し、単行本は絶版・回収となった（詳細は末次由紀を参照）。また、韓国のドラマ制作会社サグァナムピクチャーズは、この作品のドラマ化を予定していたが、盗用問題のため制作を断念。ストーリーを一新して『ある素敵な日』を制作した。

## あらすじ
両親を幼い頃に火事で失い、預けられた知人の家で絶望の底にいた高校1年生のみどりは、幼い頃に生き別れた兄・時緒と13年ぶりに再会する。妹と暮らすためにアメリカから帰国した時緒は、みどりを救い出して一緒に暮らし始める。突然現れた兄に最初は心を許さなかったみどりだが、時緒が注ぐ惜しみない愛情に次第に心を開いていく。やがてみどりは、自分を慕ってくれる同級生の羽柴と付き合い始めるが、時緒と血が繋がらないことを知り、時緒への想いが特別なものだと気づく。しかし、時緒の育ての親である二階堂潔は、2人の仲を裂くために時緒をアメリカへ連れて帰ろうとする。その理由は、みどりの出生と、幼い頃に彼女が両親を失った13年前の火事にあった。その事実をみどりに知られまいとする時緒は、二階堂の言葉に従って一度は彼の娘・紫と婚約するが、みどりが寄せる強い想いを知り、2人での幸せを選ぶ。そんな中、みどりは、実の父親で13年前の火災の犯人として服役していた五島に監禁され、火事の真犯人はみどりだったと知らされる。みどりは時緒と正宗に救出されるが、時緒は右目を負傷して網膜剥離となり、失明の危機に見舞われる。潔から、時緒に角膜移植の手術を受けさせる代わりに彼から離れるように言われたみどりは、悩んだ末に時緒にもう二度と会わないと告げる。しかし、アメリカへ旅立つ時緒と成田空港で会い、2人は再会を誓う。4年後、短大の卒業式を迎えたみどりの前に、花束を持った時緒が現れて2人は抱擁する。

## 主な登場人物

### 若月家
若月 みどり（わかつき みどり）
主人公の高校1年生。両親の死後、知人の家での境遇に絶望感を抱いていたときに時緒と出会い、一緒に暮らし始める。さまざまな絶望を経験したため心を閉ざしていたが、時緒や羽柴、クラスメートたちとふれあい、心を開いていく。
若月 時緒（わかつき ときお）
みどりの兄。サンフランシスコにある父の友人・二階堂家で、正宗や紫と兄弟同様に育てられた。現在は、正宗の父が取締役を務める会社の社員。
みどりと一緒に暮らすために準備資金を貯めて来日。一緒に暮らし始めた後もみどりを溺愛する。

### 二階堂家とNKD社員
二階堂 正宗（にかいどう まさむね）
時緒の友人。時緒と兄弟のように育った。
お調子者だが友情に厚く、みどりのために行動する時緒を支える。趣味はソフトコスプレ。
イベント好きで、みどりが通う高校の球技大会に潜入したり、クリスマスが近づいた12月には若月家をイルミネーションで飾り立てていた。
二階堂 紫（にかいどう ゆかり）
正宗の妹。時緒と兄妹のように育った。「台風」と形容されるほど、その行動は破天荒で常識破り。
愛している時緒を追って日本へやってくる。一度は時緒と婚約するが、破局する。
二階堂 潔（にかいどう　きよし）
正宗と紫の父で、NKDの常務取締役。時緒の父・貴緒とは親友だった。みどりを恨み、時緒と引き離そうとする。
2人の絆の強さを目の当たりにした事で、「時緒を奪っていくあの娘を、嫌いになりきれない。」と断念する。
堤主任（つつみ しゅにん）
潔の命で時緒が異動した、システムソリュージョン部の主任。現在建設中のNKD本社ビル屋上に取り付ける、ビッグビジョンのプロジェクトを手がけている。
ビッグビジョン完成とみどりの誕生日が重なったことから、妹想いの時緒には内緒でみどりの動画をビジョンにてオンエア。だがこのサプライズが、単行本第10巻で発生したクリスマスイブの悲劇を招くことに。

### 若月兄妹それぞれの親たち
若月 蒼子 （わかつき そうこ）
みどりの母。偶然GSで知り合った、五島弘光（後述）に一目ぼれされ、後に交際・内縁関係になるが、産まれたばかりのみどりの育児に夢中になり、弘光を省みなくなったことからDVを受けるようになる。
実家へ逃げ帰って、幼馴染の貴緒と再会。その後、結婚（貴緒は再婚）してあちこちを転々としながら暮らしていたが、時緒が小学校へ入学するために住民票を動かしたことがきっかけとなり、居場所を突き止められてしまい、放火され焼殺されてしまう。
若月 貴緒 （わかつき たかお）
時緒の父。潔いわく「優秀なカリスマだった」。時緒が幼い頃に、妻と死別。その後、幼馴染の蒼子と再会し、再婚した。
身を潜めるように暮らしていたが、弘光に居場所を突き止められて焼殺された。
時緒に「みどりを守れ」と遺言。
五島 弘光（ごしま ひろみつ）
みどりの実の父。13年前、自分を捨てた内縁の妻・蒼子を恨み、幼いみどりをそそのかして放火させた。服役して出所後、テレビ報道でみどりが時緒と暮らしている事を知り、行方を突き止めてみどりを誘拐する。
だが失敗し、みどりの制止を振り切り焼身自殺する。

### 私立北翠高校の関係者
羽柴 由鷹 （はしば よしたか）
みどりのクラスメートで、メガネ姿の秀才。みどりに想いを寄せ、後に告白し交際するが、みどりと時緒が血がつながらない義理の兄妹だと知る。
みどりが時緒に寄せる想いが「兄」としてではなく、愛である事を悟り、みどりに別れを告げた。
最終回、時緒から腕時計を託され、名古屋の全寮制女子校へ転校して行くみどりに届けた。
宮田 玲子（みやた れいこ）
みどりのクラスメートで、クラス委員を務める。みどりを目の敵にしていじめのターゲットにし、みどりが以前暮らしていた家で義理の兄に撮られた裸の写真をクラスの黒板に貼りだすが、その事がきっかけで本性がクラスの女子全員に知れ渡ってしまい、孤立してしまうが、後にみどりと和解。
織田 美保（おだ みほ）
みどりのクラスメート。みどりと並ぶくらいの美人で、男子からもモテるが成績が悪く由鷹から勉強を教えてもらううちに好きになり、由鷹に告白する。だが由鷹から「こんなに好きになれて、どれだけ傷ついたってもうかまわないんだ。」とフラれる。
菅原（すがわら）
みどり達が通う私立北翠高校の用務員。親しく話す友人がいないみどりにとっては、心癒される存在。最終回、みどりが名古屋へ転校して行く時にバラの鉢植えを贈り、「枯らしてもいい！これは君のバラだ！！」とみどりにエールを送る。
正宗が主人公のサイドストーリー・『オートマチック』にも登場。エンディングでは、みどりと時緒の挙式に出席している。
青柳（あおやぎ）
みどり達のクラスの担任教師。生徒想い。
1学期末の三者面談で、みどりの抱える心の闇を時緒に話す。誰にも心を開かないみどりを案じ、「助けを誰かに求めることを、あきらめてしまっているように見えるんです。」と時緒に忠告した。

## 書誌情報
- 末次由紀 『エデンの花』 講談社〈講談社コミックスフレンドB〉、全12巻
  1. 2000年11月13日発売、ISBN 4-06-341212-1
  2. 2001年2月13日発売、ISBN 4-06-341223-7
  3. 2001年7月13日発売、ISBN 4-06-341243-1
  4. 2001年10月12日発売、ISBN 4-06-341254-7
  5. 2002年2月13日発売、ISBN 4-06-341271-7
  6. 2002年6月13日発売、ISBN 4-06-341286-5
  7. 2002年10月11日発売、ISBN 4-06-341308-X
  8. 2003年2月13日発売、ISBN 4-06-341324-1
  9. 2003年6月13日発売、ISBN 4-06-341341-1
  10. 2003年10月10日発売、ISBN 4-06-341356-X
  11. 2004年2月13日発売、ISBN 4-06-341374-8
  12. 2004年6月11日発売、ISBN 4-06-341386-1